# Tony DeSouza
Anton Nicolas de Souza (nascido em 26 de julho de 1974)  é um artista marcial misto profissional peruano e faixa-preta de Jiu-Jitsu brasileiro. 

## Biografia e carreira
Seu estilo de luta é uma mistura de luta livre e jiu-jitsu brasileiro. De Souza competiu na luta livre durante seus anos de colégio e faculdade em Los Angeles. Aprendeu jiu jitsu brasileiro com John Lewis e Andre Pederneiras.  Seu movimento emblema e de criação propria é  uma guilhotina modificada conhecida como "Gravata Peruana". CB Dollaway usou o estrangulamento para derrotar Jesse Taylor no UFC: Silva vs. Irvin .
Ele chama seu estilo de luta de Cholitzu, que surgiu da fusão das palavras jiu jitsu e cholo, um termo que geralmente se refere a pessoas com vários ancestrais raciais ameríndios.
Ele apareceu no The Ultimate Fighter 5, a quinta temporada do reality show produzido pelo Ultimate Fighting Championship, The Ultimate Fighter . No show, DeSouza era o treinador de wrestling do Team Penn, o time treinado por BJ Penn . Ele treinou ao lado de BJ Penn. Ele conseguiu ensinar o jiu-jitsu para Gray Maynard e Joe Lauzon .
Até o momento, DeSouza tem um histórico profissional de artes marciais mistas de onze vitórias e quatro derrotas.  Atualmente DeSouza mora em Cuzco, Peru.

## Registro de artes marciais mistas
| Cartel no MMA   |             |            |
| 15 lutas        | 11 vitórias | 4 derrotas |
| Por nocaute     | 1           | 4          |
| Por finalização | 7           | 0          |
| Por decisão     | 3           | 0          |